# Marcel Maltritz
Marcel Maltritz (* 2. Oktober 1978 in Magdeburg) ist ein ehemaliger deutscher Fußballspieler.

## Sportliche Laufbahn

### Vereine
Die fußballerische Karriere von Maltritz begann im Alter von sechs Jahren bei TuS 1860 Magdeburg-Neustadt. Nach zwei Jahren wurde er zum 1. FC Magdeburg delegiert. Beim FCM durchlief er, zumeist als Kapitän, alle weiteren Altersstufen. Durch seine Leistungen gehörte Maltritz, obwohl er noch ein Jahr für die A-Jugend spielberechtigt war, bereits zur Stamm der ersten Männermannschaft und erzielte in der Aufstiegssaison 1996/97 in den letzten beiden Spielen die entscheidenden Treffer zum Aufstieg. Im darauffolgenden Jahr zog sich Maltritz seine erste langfristige Verletzung zu: Infolge eines Wadenbeinbruchs pausierte er für vier Monate. Nach der Verletzung fand er aber wieder im Verein und sogar auf Auswahlebene Anschluss. 
In der Winterpause 1998/99 wechselte Maltritz zum VfL Wolfsburg und wurde auch hier zum Stammspieler. Nach zweieinhalb Jahren in Wolfsburg ging er zum Hamburger SV, mit dem er 2003 den Ligapokal gewann und in der Saison 2003/04 seine ersten beiden Einsätze im Europapokal hatte. 2004 wechselte er zum VfL Bochum, bei dem er in der folgenden Saison zwei weitere Spiele im UEFA-Pokal absolvierte. Trotz des Abstiegs 2005 blieb er beim VfL und war Kapitän der Mannschaft von 2007 bis 2010. Mit Vertragsende im Juni 2014 beendete er seine Karriere. Ab 2019 spielte er gemeinsam mit dem Zeugwart des VfL Bochum bei der DJK Teutonia Ehrenfeld im gleichnamigen Bochumer Viertel.

### Auswahleinsätze
Maltritz spielte zwischen 2003 und 2004 viermal im Team 2006, der Perspektivmannschaft des DFB. Zuvor hatte er ausgangs des 20. Jahrhunderts in neun Spielen der deutschen U-21-Auswahl mitgewirkt.

## Titel und Erfolge
- Aufstieg in die Regionalliga 1997 mit dem 1. FC Magdeburg
- Landespokalsieger 1998 mit dem 1. FC Magdeburg
- Ligapokalsieger 2003 mit dem Hamburger SV
- Aufstieg in die 1. Bundesliga 2006 mit dem VfL Bochum